# ۴۹۶ (پیش از میلاد)
۴۹۶ (پیش از میلاد) ۴۹۶مین سال قبل از تقویم میلادی است.